# Дембно (Куявсько-Поморське воєводство)
Дембно (пол. Dębno, нім. Dembno, 1939-45: Iglau) — село в Польщі, у гміні Моґільно Моґіленського повіту Куявсько-Поморського воєводства.
Населення — 38 осіб (2011).
У 1975-1998 роках село належало до Бидгощського воєводства.

## Демографія
Демографічна структура станом на 31 березня 2011 року:
|          | Загалом | Допрацездатний вік | Працездатний вік | Постпрацездатний вік |
| -------- | ------- | ------------------ | ---------------- | -------------------- |
| Чоловіки | 25      | 10                 | 14               | 1                    |
| Жінки    | 13      | 2                  | 8                | 3                    |
| Разом    | 38      | 12                 | 22               | 4                    |